# بنیاد آزادی خواندن
بیانیه آزادی خواندن اولین بار در ماه مه ۱۹۵۳ در کنفرانس وستچستر توسط انجمن کتابخانه‌های آمریکا و شورای ناشران آمریکا منتشر شد. این بیانیه از ۷ بند تشکیل شده است ترجمه آن به شرح زیر است:
1. از نظر کتاب‌داران و ناشران دسترس‌پذیر کردن هرچه گسترده‌تر عقاید و آرا، حتی آن‌ها که غیرمتعارف (unorthodox)، منفور (unpopular) و از نظر اکثریت خطر آفرین به‌شمار می‌روند، امری است که نفع عمومی را تأمین می‌کند.
2. کتابداران و ناشران ضرورتاً با هر آنچه که دسترس‌پذیر می‌کنند، موافق و هم‌عقیده نیستند. تحمیل اعتقاد سیاسی، اخلاقی و زیبایی‌شناسانه به عنوان معیار نشر و امانت، در تعارض با نفع عمومی است.
3. ممانعت از دسترسی به آثار و نوشته‌های یک فرد بر اساس پیشینهٔ فردی و وابستگی سیاسی وی توسط کتابداران و ناشران مغایر با منافع عمومی است.
4. کوشش برای تحمیل ذائقه به دیگران، ممانعت از دسترسی بزرگسالان به مواد خواندنی که برای افراد بالغ نوشته شده‌اند یا مانع‌تراشی برای نویسندگان در کسب بیان هنری خود، در جامعه جایگاهی ندارد.
5. اجبار خواننده به پذیرش این پیش‌داوری که یک ایده یا نویسندهٔ آن توطئه‌گر و خطرناک است، مغایر با منافع عمومی است.
6. ناشران و کتابداران به عنوان پاسبان آزادی خواندن برای مردم، باید با افراد و گروه‌هایی که با تجاوز به این آزادی در صدد تحمیل عقاید و ذائقهٔ خود به جامعه هستند، و با دولتمردانی که به دنبال کاهش یا انکار حق دسترسی عموم به اطلاعات همگانی (public information)هستند، مبارزه کنند.
7. این مسئولیت بر دوش ناشران و کتابداران است که با فراهم کردن کتابهایی که به اندیشه و بیان، کیفیت و تنوع می‌بخشند معنای کاملی به آزادی خواندن بدهند. با ممارست در این مسئولیت شایسته، آن‌ها می‌توانند نشان دهند که پاسخ به یک کتاب «بد» یک کتاب خوب است و پاسخ به یک ایده «بد» یک ایدهٔ خوب.